# Myrmoborus lophotes
A Myrmoborus lophotes a madarak osztályának verébalakúak (Passeriformes) rendjébe és a hangyászmadárfélék (Thamnophilidae) családjába tartozó faj.

## Rendszerezése
A fajt Carl Edward Hellmayr és Josef von Seilern-Aspang írták le  1914-ben, a Percnostola nembe Percnostola lophotes néven. Egyes szervezetek jelenleg is ide sorolják.

## Előfordulása
Dél-Amerikában, Bolívia, Brazília és Peru területén honos. Természetes élőhelyei a szubtrópusi vagy trópusi síkvidéki esőerdők és mocsári erdők. Állandó, nem vonuló faj.

## Megjelenése
Testhossza 14–14,5 centiméter, testtömege 28–31 gramm.

## Életmódja
Rovarokkal és valószínűleg pókokkal táplálkozik.

## Természetvédelmi helyzete
Az elterjedési területe nem nagy és az erdőirtások miatt még csökken is, egyedszáma is csökkenő. A Természetvédelmi Világszövetség Vörös listáján mérsékelten fenyegetett fajként szerepel.